# 1129 en santé et médecine
| Années de la santé et de la médecine : 1126 - 1127 - 1128 - 1129 - 1130 - 1131 - 1132    |
| Décennies de la santé et de la médecine : 1090 - 1100 - 1110 - 1120 - 1130 - 1140 - 1150 |

Cet article présente les faits marquants de l'année 1129 en santé et médecine.

## Événement

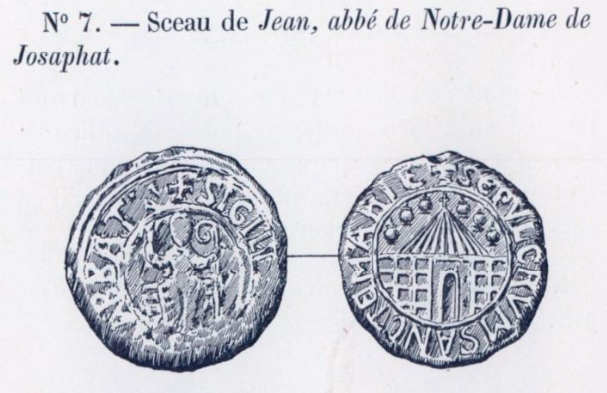
abbé de Josaphat
(XIIe siècle)

- 1128-1129 : « une vague d'épidémies d'ergotisme déferl[e] sur la France du Nord[2] », faisant douze mille victimes dans le Cambrésis[3] et quatorze mille en Île-de-France[4].

## Fondations
- Fondation de l’aumônerie du Saint-Esprit-du-Pont-du-Rhône, établissement qui est à l'origine de l'hôtel-Dieu de Lyon[5],[6].
- La léproserie Saint-Barthélemy (Hospital of St. Bartholomew), fondée par le roi Henri Ier à Oxford, en Angleterre, pour recevoir douze malades et un chapelain, est mentionnée sur le Pipe Roll (registre de l'Échiquier[7]).
- La léproserie de la Madeleine à Malestroit, en Bretagne, est érigée par Payen Ier, seigneur du lieu, et Jacques, évêque de Vannes, en un prieuré dépendant de l'abbaye de Marmoutier de Tours[8],[9].

## Personnalités
- Fl. Guillaume, « minutor », c'est-à-dire saigneur, et son fils Joscelinus, médecin, cités dans une charte de l'abbaye Saint-Jean-en-Vallée de Chartres[10].
- Vers 1101-1129 :
  - Fl. Gaucelin et Gilesbert, saigneurs, cités dans des chartes de Saint-Père de Chartres[10].
  - Fl. Bernard, médecin, chanoine de Notre-Dame de Chartres et moine de l'abbaye de Josaphat[11].